# Coracina mcgregori
El oruguero de McGregor  (Coracina mcgregori) es una especie de ave paseriforme en la familia Campephagidae. Es endémica de las  Filipinas. A veces es ubicada en el género Lalage o en un género propio Malindangia.
Su hábitat natural son los bosques montanos húmedos subtropicales o tropicales. Se está tornando en una especie rara a causa de pérdida de hábitat.